# Sound of Joy
Sound of Joy ist ein Jazzalbum von Sun Ra. Die 1956 oder 1957 in den Balkan Studios, Chicago, entstandenen Aufnahmen erschienen 1968 auf Delmark Records. Die Aufnahmen wurden am 9. August 2017 in erweiterter Form wiederveröffentlicht.

## Hintergrund
Sound of Joy wurde oft als Sun Ras zweite Aufnahmesession für ein Album unter eigenem Namen angesehen, obwohl bis zu seiner Veröffentlichung mehrere frühere Studiosessions erschienen sind, wie etwa 1965 Angels and Demons at Play, 1966 Visits Planet Earth und 1967 We Travel the Spaceways, beide mit Aufnahmen von 1956–58. Auf dem Cover der LP steht, dass dieses Album im November 1957 aufgenommen wurde. Robert L. Campell schrieb in seinem Buch Sun Ra Omniverse jedoch, dass dieses wohl „gegen Ende des Jahres 1956“ aufgenommen wurde, also einen Monat nachdem Sun Ra Super-Sonic Jazz eingespielt hatte. Das Material für das Album wurde ursprünglich für das Transition-Label aufgenommen, aber das Unternehmen ging bankrott, bevor das Album veröffentlicht werden konnte. Sechs dieser Kompositionen wurden erstmals 1966 auf der LP Visits Planet Earth veröffentlicht. Die Tracks A3, B2, B3 und B4 sind identisch mit den Aufnahmen für die Transition-LP; die Tracks A2 und A5 sind in verschiedenen Aufnahmen aus einer anderen Session auf dieser LP vorhanden.
In ihrer Rezension des Albums (2006) gingen Richard Cook und Brian Morton auf die Unklarheiten bezüglich der mitwirkenden Musiker ein; so sei Julian Priester höchstens bei einigen Stücken dabei gewesen. Nach Angaben des Delmark-Labels sei aber der Chicagoer Musiker John Avant (1927–1988) der beteiligte Posaunist gewesen. Bei den Sessions entstanden zwei weitere Stücke, „As You Once Were“ und „Dream Come True“, mit dem Sänger Clyde Williams; sie erschienen erst auf der erweiterten Neuedition des Albums.

## Titelliste
- Sun Ra: Sound of Joy (Delmark DS-414; Modern Jazz Series)[4]

A1 El Is a Sound of Joy 3:59

A2 Overtones of China 3:22

A3 Two Tones 3:40

A4 Paradise 4:26

A5 Planet Earth 4:30

B1 Ankh 6:30

B2 Saturn 4:00

B3 Reflections in Blue 5:51

B4 El Viktor 2:30

- Sound of Joy (Edition 2017)

1. El Is a Sound of Joy 4:04
2. Overtones of China 3:24
3. Two Tones (Pat Patrick, Charles Davis) 3:41
4. Paradise 4:30
5. Planet Earth 4:24
6. Ankh 6:31
7. Saturn 4:00
8. Reflections in Blue 06:21
9. El Viktor 2:33
10. As You Once Were (Sun Ra, Clyde Williams) 4:20
11. Dreams Come True (Sun Ra, Robert Douglas Mayo) 3:49

Wenn nicht anders vermerkt, stammen die Kompositionen von Sun Ra.

## Rezeption
Scott Yanow verlieh dem Album in Allmusic vier Sterne und schrieb, die Musik der in Chicago ansässigen Band von Sun Ra aus den 1950er Jahren sei ziemlich interessant, da ihre Verbindungen zu den Bop- und Swing-Traditionen viel offensichtlicher sind als dies in naher Zukunft sein sollte. Erfreulich sei Ras exzentrisches Klavier- und gelegentliches elektrisches Keyboard-Spiel ebenso wie einige der Harmonien und Jim Herndons farbenfrohes Paukenspiel.
Nach Ansicht von Richard Cook und Brian Morton, die das Album in The Penguin Guide to Jazz mit drei Sternen auszeichneten, repräsentiert das Album die „klassische Phase“ des Arkestra, und mit Stücken wie „El Is a Sound of Joy“ und „Overtones of China“ wichtige frühe Aufnahmen, die auf seltsame Weise in Konzeption und Struktur an Duke Ellington eher impressionistische Musik erinnern würden.